# Canthylidia fumata
Canthylidia fumata là một loài bướm đêm trong họ Noctuidae.